# Ostkaserne Demmin

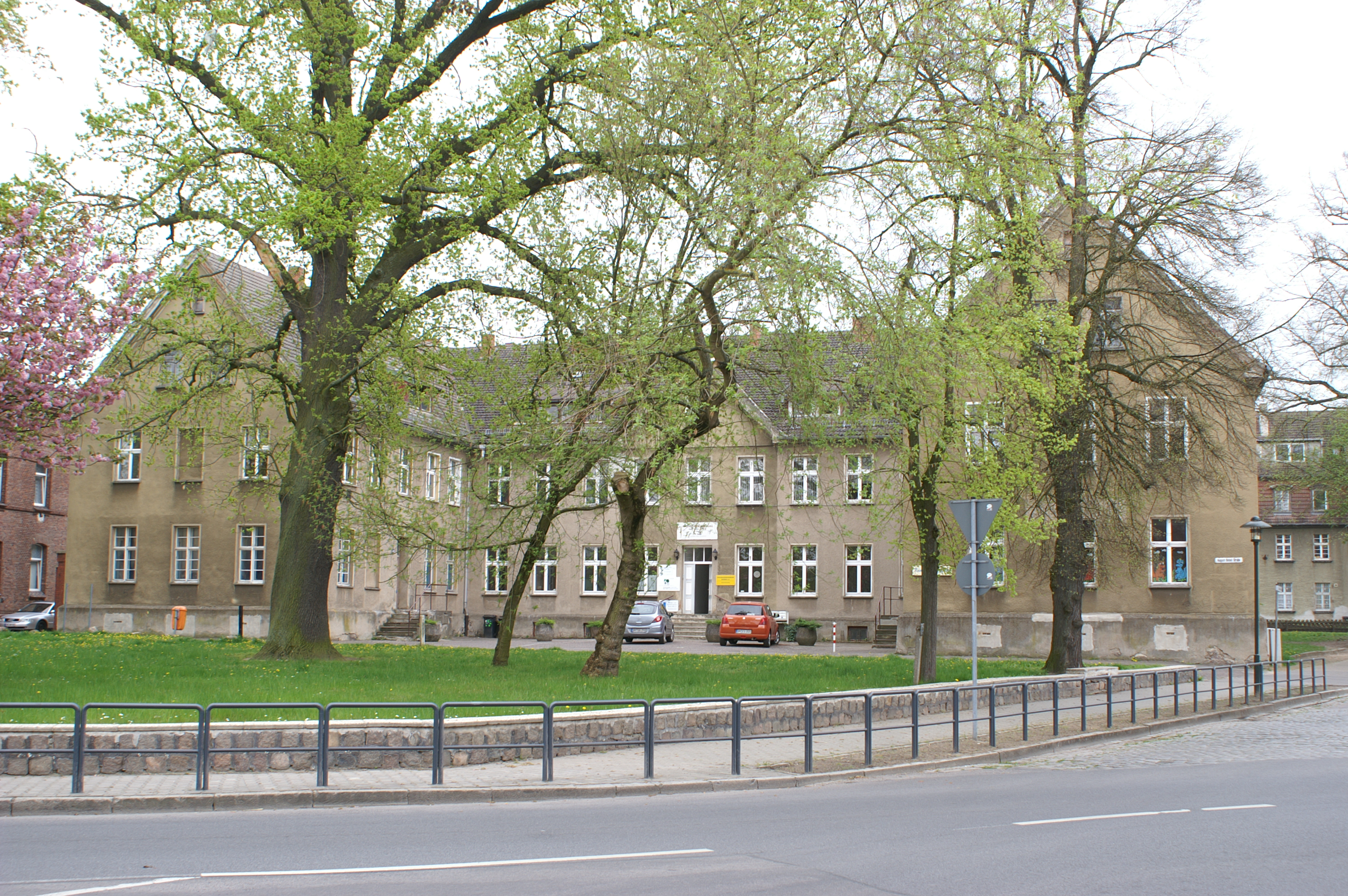
Ostkaserne, Westseite 2008

Die ehemalige Ostkaserne Demmin in Demmin (Mecklenburg-Vorpommern), August-Bebel-Straße 1, August-Bebel-Platz, Pfarrer-Wessels-Straße 1, wurde 1845 als Arbeits-, Kranken- und Waisenhaus gebaut und war von 1860 bis 1945 Kaserne.
Das Gebäudeensemble steht unter Denkmalschutz.

## Geschichte
Die Hansestadt Demmin mit 10.523 Einwohnern (2020) wurde als Burg und civitas maxima 1075 erwähnt.
 Als Militärstandort entwickelte sich die Kommune erst wesentlich später.
Das zweigeschossige verklinkerte U-förmige Gebäude mit Giebelrisalit wurde 1845 als Arbeitshaus gebaut und weitere östliche Bauten wurden später hinzugefügt.
Von 1860 bis 1919 nutzte das neu aufgestellte 2. Pommersche Ulanen-Regiment Nr. 9 die Anlage als Kaserne. Die 1862 gebaute Westkaserne Demmin diente auch den preußischen Ulanen. Die Ulanen kämpften 1864 im Deutsch-Dänischen Krieg, 1866 im Deutschen Krieg in der Schlacht von Königgrätz und im Ersten Weltkrieg.
Von 1919 bis 1945 war die Kaserne Standort der 3. und 6. Eskadron des 6. Preußischen Reiter-Regiments der Reichswehr und der Wehrmacht.
Das Gebäude wird heute durch die Wohnungsgesellschaft Demmin verwaltet und (2021) durch verschiedene Vereine und Verbände genutzt.